# Bogislav-Tessen von Gerlach
Bogislav-Tessen von Gerlach (* 29. Dezember 1946 in Hohenstein, Gemeinde Barkelsby) ist ein deutscher Jurist, Politiker (parteilos) und ehemaliger Landrat.

## Wirken
Im Jahr 2006 wurde von Gerlach als gemeinsamer Kandidat von CDU und SPD in einer Direktwahl zum Landrat des Kreises Schleswig-Flensburg gewählt. Als Mitglied des Vorstandes des Schleswig-Holsteinischen Landkreistages führte er den Vorsitz des Verfassungs-, Rechts- und Europaausschusses. Er begleitete die grenzüberschreitende deutsch-dänische Zusammenarbeit in der Region Sønderjylland-Schleswig und betrieb mit der Stadt Flensburg die Gründung einer gemeinsamen Wirtschaftsförderungs- und Regionalentwicklungsgesellschaft (WiREG). Von Gerlach saß als Vertreter des Kreises Schleswig-Flensburg im Verwaltungsrat der Nord-Ostsee Sparkasse. Über mehrere Jahre war er deren Vorsitzender. In diese Zeit fiel die Übernahme der stark angeschlagenen Flensburger Sparkasse durch die Nord-Ostsee Sparkasse. Er war maßgeblich an der Planung und Realisierung der Campushalle in Flensburg in einer gemeinsamen Besitzgesellschaft beteiligt, deren Mitgeschäftsführer er bis 2006 war. Von Gerlach betrieb die Gründung der ersten kooperativen Rettungsleitstelle von Feuerwehr und Katastrophenschutz. Die „Leitstelle Nord“ für die Kreise Schleswig-Flensburg, Nordfriesland und der Stadt Flensburg ist in Harrislee angesiedelt.
Im Rahmen einer Partnerschaft begleitete von Gerlach Anfang der 90er Jahre den Aufbau der Verwaltung des damaligen Landkreises Waren an der Müritz, heute Landkreis Mecklenburgische Seenplatte.
Bogislav-Tessen von Gerlach war Mitglied in zahlreichen wirtschaftlichen und kulturellen Vereinigungen. Er wurde im Jahr 2012 pensioniert. Sein Nachfolger ist Wolfgang Buschmann.

## Leben
Nach dem Wehrdienst studierte von Gerlach von 1969 bis 1974 Rechtswissenschaften in München, Lausanne, Freiburg i.Br. und Kiel. Nach dem Referendariat legte er 1978 in Hannover das zweite Staatsexamen ab. Anschließend wurde von Gerlach in den höheren Verwaltungsdienst des Landes Schleswig-Holstein übernommen. Von dort wechselte er 1980 zum Kreis Schleswig-Flensburg.
Bogislav-Tessen von Gerlach führte einen landwirtschaftlichen Familienbetrieb in fünfter Generation. Er ist seit 1978 verheiratet und hat vier Kinder.

## Veröffentlichungen
- Kreisverwaltung (Hg.), Hans-Wilhelm Langholz: Kreis Schleswig-Flensburg, Kommunikation & Wirtschaft, Oldenburg (Oldb) 2011, ISBN 978-3-88363-328-2
- Hohenstein – Ein deutsches Jahrhundert in Familienbildern.  Edition Eichthal, Gammelby 2019, ISBN 978-3-9817066-5-9